# ゲイ・ポルノ

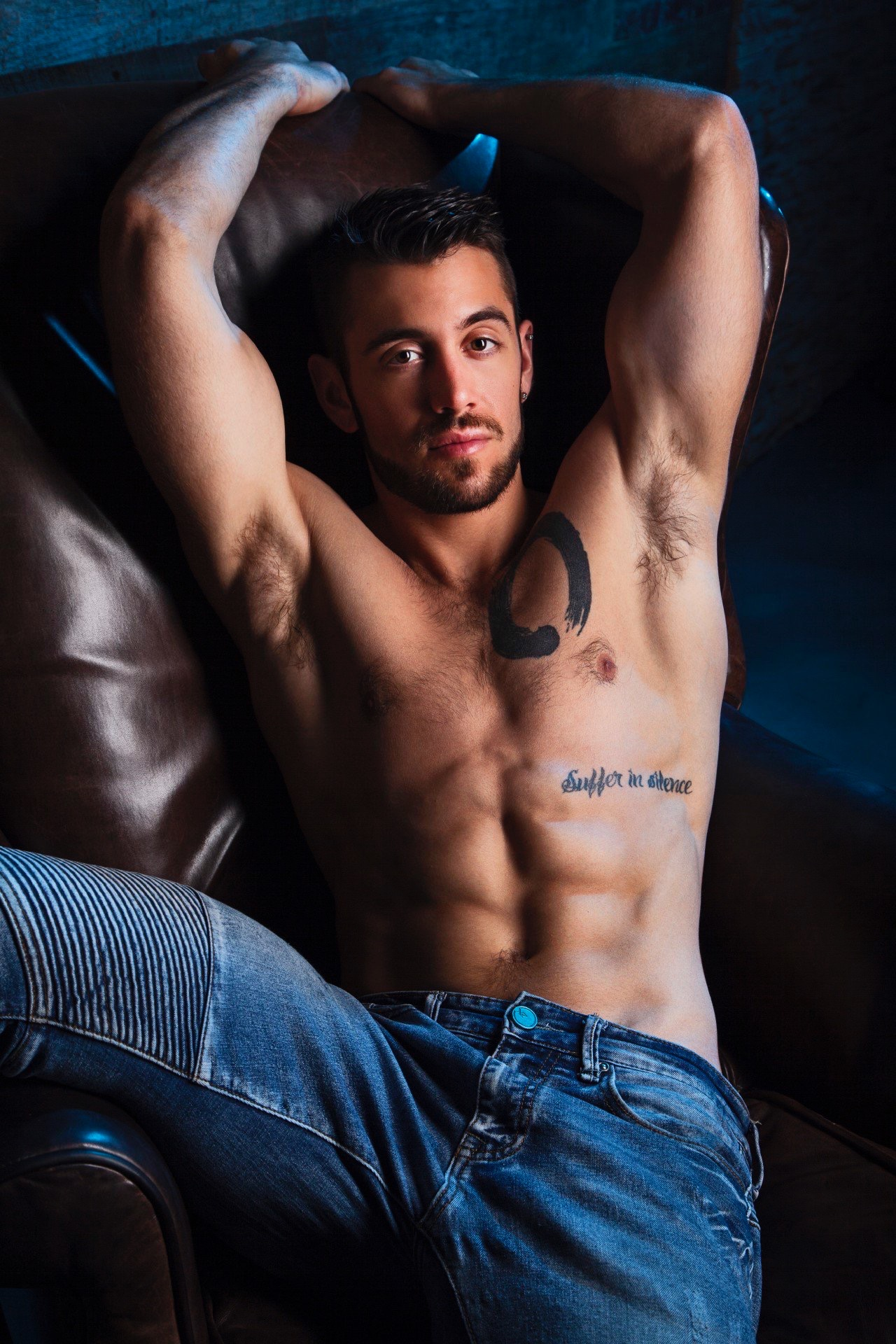
アメリカのゲイ・ポルノ俳優、ダンテ・コッレ

ゲイ・ポルノとは、ゲイ（男性同性愛者）向けに制作されるポルノ作品のことである。男性のヌードや男性同士の性行為（セックス）などを収録した映像作品や小説などがある。ここでは主に戦後の日本におけるゲイ・ポルノについて記す。
「ゲイビデオ (Gay Video)」も参照

## 日本のゲイポルノ

### 概略
戦後 ゲイポルノの始まり
江戸時代なども男性や男性同士の春画、あるいは男色を扱った小説などは存在した（後述）。
戦後の日本のゲイ向けポルノは、戦後間もなく創刊された「人間探究」（1950年）、「風俗草紙」（1953年）、風俗科学（1953年）などの性風俗雑誌や、「奇譚クラブ」（1947年）、「風俗奇譚」（1960年）などのSM雑誌に、男女ものの作品に混ざって、男性同性愛や男性写真、男色小説が時折取り上げられていたことに始まる。
ゲイ雑誌からゲイビデオへ
その後、「アドニス」（1952年～62年）、「薔薇族」（1971年）などのゲイ雑誌が次々と創刊され、グラビア、小説、漫画・イラストなどが掲載されていく。アテネ上野（御徒町）やパラダイス北欧（西新宿,1972年開店）といったゲイショップなどでも写真集や生写真、ポストカード、音声のみのカセットが付いた写真集などが売られるようになる。1980年代前半頃までは、この種のゲイ雑誌の作品や写真集などがゲイ向けポルノの中心を占めていた。
1980年代になると家庭用ビデオデッキの普及に伴い「ゲイビデオ」が制作され始め、ゲイポルノの主流はゲイAVに徐々に移行していく。ゲイビデオが普及し始めたのとほぼ同時期にはゲイ向けピンク映画も成人映画館で上映されるようにもなった（後述）。ゲイ雑誌のグラビアもそれまでのオリジナル・モデルや外国誌からの転載に加え、ゲイビデオ会社とタイアップして、新作ゲイビデオのモデルを多く掲載するようになっていった。
インターネット時代
1995年以降はインターネットのゲイ向けアダルトサイトでゲイ画像（静止画）が、2000年代前半頃からは動画が気軽に見られるようになっている。

なお日本国外では、日本のゲイポルノを「en:Bara (genre)」「Men's love」と称し、独立したジャンルとして確立している。

### ゲイポルノの分類

#### ゲイビデオ・動画
詳細は「ゲイビデオ (Gay Video)」を参照
日本での最初のゲイビデオは、1981年8月22日にフェスター・エンタプライズから発売された「青春体験シリーズ 少年・純の夏」（制作アポロン企画）である。ただし、それ以前にも個人で撮影された作品が売られていた可能性はあるが、未検証である。その後、多くのゲイビデオメーカーが設立され、今日に至っている。

#### 春画 Nanshoku Shunga
日本における同性愛#春画と男色参照

欧州などでも日本の春画が注目され始めているが、葛飾北斎（1760年-1849年）や歌川広重（1797年-1858年）などが男色を描いた作品を残している。江戸時代の春画3,500点を分析した調査によると、男性同士の作品は全体の3%であった。

#### グラビア
男性ヌードの多くはアドニス（1952年）、薔薇族（1971年）などのゲイ雑誌のグラビアに掲載されてきた。1980年代半ば頃までのゲイ雑誌はオリジナル・モデルや外国誌からの転載が多くを占め、薄いぼかしやマジックの小さい点が一点だけ打ってあるのような修正しか施されていないことがあり、局部はほとんど露わになっていた。80年代後半頃からオリジナルモデルに加え、新作ゲイビデオのモデルも多く掲載するようになり、ゲイビデオには初めから修正処理されているのと、東京・埼玉連続幼女誘拐殺人事件が起きて、警察の猥褻の取り締まりが厳しくなったこともあり、修正も濃くなっていった。

#### 生写真
いつ頃からかは未検証だが、ゲイショップなどで生写真が売られ始め、生写真にはマジックで塗りつぶしただけの修正が施されていて、ベンゼンや除光液などで簡単に除去できた。10~15枚で1500~2000円程度のものが多く、今では違法な未成年と見られる少年が被写体として撮られた、少年愛を売りにした作品も多かった。

#### 写真集
日本における最初の男性ヌード写真集は、1961年の『薔薇刑』だといわれており、写真家・細江英公が三島由紀夫の裸体を撮ったものである。1966年には矢頭保による『体道・日本のボディビルダーたち』（ウエザヒル出版社）が出ており、矢頭は『裸祭り』（1969年、美術出版社）、『OTOKO - Photo Studies of the Young Japanese Male』（1972年、Rho-Delta Press）も出している。ちなみに『体道・日本のボディビルダーたち』にも三島がふんどし姿で登場している。
1972年4月には、薔薇族の出版元の第二書房から『脱いだ男たち』が刊行された。同写真集は初期の写真集には違いないが、日本初ではない。第二書房はまた別冊薔薇族として『青年画報』や木村健二写真集なども刊行していた。第二書房系のフェスターエンタープライズは1999年にもCD-ROM写真集「ふんどCD」を出している。
その他のゲイ雑誌も別冊として写真集を出しており、東郷健のThe Gay（The Kenとして1978年創刊）は『木村光男 メイヤング』、『魔裸』（12号）、『性楽』（13号）、『性器の調べ』（14号、1984年発行）などを刊行し、デブ専誌になる前のサムソンも『少年美学』（1985年）を刊行した。
1975年、写真集専業メーカーの「梵アソシエーション」（後に「梵アートハウス」に変更）から 波賀九郎写真集『BON〈梵〉』創刊号が刊行されて以降、同シリーズが人気を集める。モデルは日本男児が多かった。波賀は同シリーズに先立つ1973年、第二書房から『波賀九郎写真集〈梵〉』を出している。ちなみに梵アソシエーションは後にゲイビデオ制作に乗り出し、BONビデオというレーベル名でリリースしていた。
1979年には「ストームプランニング」が設立され、東風終や若林靖宏の「クリエイターズ」（1983年）も後に続いた。ストームには「The 高校生」（1983年）、「16歳 亮の誘惑」（1983年）、クリエイターズは「ある正午の風景」（1984年）などの作品がある。両社とも芸術性を追求した作風で知られたが、全体的にクリエイターズは精悍な日本男児系、ストームはソフトな美青年系モデルを起用するなどカラーの違いがあった。その後間もなく両社ともゲイAV界に進出するが、クリエイターズは91年に解散しマンハウスに社名変更している。東風終は90年代に独立し、東風写真事務所を設立している。ストームは2003年にゲイビデオ制作から撤退した。
その他、海外ではロバート・メイプルソープの作品が人気を集め、日本でも売られていた。

#### 小説
明治維新で西洋化される前の江戸時代には、男色（衆道）が庶民の間でも一般的で、特段珍しい行いではなかった。その為、男色を扱った作品は多い。井原西鶴の「好色一代男」「好色五人女」「男色大鑑」、十返舎一九の「東海道中膝栗毛（喜多八は弥次郎兵衛が身受けした馴染みの陰間）」、上田秋成の「雨月物語」に収められた「菊花の契」、「青頭巾」」、平賀源内の「乱菊穴捜」「根無草」等々、数多くの作品がある。
戦後は男性同性愛小説は主としてゲイ雑誌に掲載されてきた。三島由紀夫が榊山保名義で、会員制同性愛雑誌「アドニス」の別冊小説集「APOLLO」に寄稿した「愛の処刑」などが有名。ゲイ雑誌「さぶ」では林月光のイラストや小説、なかたあきらや沢井新一らの小説が人気を博した。

#### 漫画・イラスト
風俗奇譚（1960年~）でデビューし、後に商業ゲイ雑誌に活躍の舞台を移した大川辰次、三島剛、船山三四、平野剛らが有名。大川は「薔薇族」の表紙絵を描き、三島は「薔薇族」から「さぶ」に移り表紙絵を描いた。その他にも田亀源五郎や長谷川サダオ、薔薇族やさぶの表紙などを描いた木村べん、薔薇族編集者で同誌のイラストなども手がけていた藤田竜、薔薇族の表紙を描いた内藤ルネ、薔薇族に一時期作品を掲載した山川純一、麻生寛らが有名。

#### ゲイ向けピンク映画
ゲイ・ポルノ映画又はゲイ・ピンク映画（以下ゲイ・ポルノ）とは、ピンク映画の傍流の一つで、男性同性愛者（ゲイ）向けに制作されるものである。薔薇族映画と呼ばれた時期もあった。文献などによってはホモ映画、男色映画と呼ぶ場合もある。
なお、一般映画においてもゲイを扱った映画があるが、そちらはゲイ・レズビアン映画を参照のこと。

##### 製作・配給
製作配給会社として、ENKプロモーション（東梅田日活株式会社、以下ENK）とオーピー映画（大蔵映画子会社、2001年に親会社から製作配給部門が移管。以下オーピー）がある。ENKは大阪市で成人映画館（以下、成人館）を経営する傍らゲイ・ポルノの製作を行っているが、古くは日活ロマンポルノにおいて共同企画型のロマンポルノ作品（『不倫』曾根中生監督、1986年）や日活買取のピンク映画を制作しており、最近ではエクセスフィルム（新日本映像株式会社）においてピンク映画を製作している。また、オーピーはピンク映画配給大手である。

##### 作品
文字通り、男性同性愛者向けの性的な表現を含む成人映画であるが、監督・スタッフ・俳優などはピンク映画と重なる部分が多々ある。ピンク映画と異なり、男優が主演となる。登場人物はみなゲイかもしくはゲイの予備軍とするのが事実上のルールとなっており、これと濡れ場の回数以外は作品のカラーは監督や脚本家の裁量に任されている。ゲイという独特の縛りがあるものの、環境は主流であるピンク映画と酷似している。女優が出演する作品もあるが、その多くは助演にとどまり（ただし、ストーリーにおける重要な役を担うことはある）、濡れ場が無い事も多い。予算やキャスト及びスタッフ、製作日数はピンク映画とほぼ同じであるといわれている。大部分の作品は東京を中心とした関東圏で撮影されているが、ENK作品の一部は（ENKの地元でもある）近畿圏で撮影されている。また、沖縄県やアメリカ合衆国や東南アジア諸国をロケ地とする作品も存在している。一般映画やピンク映画同様、ゲイ・ポルノもデジタル化が実施されている。
ゲイという条件が設定されているが、いわば「スタート」として設定されているため、ゲイそのものをテーマの「ゴール」とする一般的なゲイ映画とは違った視点を持つ作品やテーマをより深く掘り下げていく作品も多い。また、観客がゲイという当事者であり身近に抱える問題を取り上げる事もあるため、敢えて悲観的にはせず軽く客観的に見つめることができる様に仕上げるなど一般のゲイ映画とは大幅に違っている場合もある。
たとえば、ゲイ・ポルノ初期の作品『ぼくらの季節』は、「ゲイのカップルが赤ん坊／子供を得る」という永遠のテーマを、時代的にゲイである事を隠して生きてきた彼らの父親達を交えながら、1980年代らしい明るいコメディ・タッチで描いている（なお、このテーマは一般ゲイ映画の『ハッシュ!』でも取り上げられており、ゲイ・ポルノにおいても『こんな、ふたり』池島ゆたか監督、1998年、ENKで再度取り上げられている）。
さらにはゲイ・ポルノの裁量の大きさを活用して各種のパロディ作品（例えば007シリーズや『新世紀エヴァンゲリオン』など）やサイコ・ホラー（佐藤寿保監督作品など）、ミステリーなども作られている。ゲイ・ポルノとして初めてのピンク大賞を受賞した『思いはあなただけ～I Thought About you～』はゲイの探偵が活躍(？)するハードボイルド作品である。また、ピンク映画でも活躍している女流監督の浜野佐知作品のようにゲイビデオ並みのハードコアを目指した作品もある。このような作品群は、ゲイ・ポルノが決して社会派映画やポルノといった枠組みに捉われないエンターテインメントを指向している証拠であり、一般のゲイ映画とは一線を画する特徴でもある。ただし、会社や製作時期、テーマ（スプラッターやスカトロなどのグロテスク描写など）によっては制限がかかる場合もある。また、『愛の処刑』や『海から来た男』のように原作物が作られる事もある。
初期には、こうした劇映画のほかにゲイ・シーンを当事者の許可を得て撮影したセミ・ドキュメンタリー作品も作られていた。
またピンク映画同様、単なる成人映画を超えた作品もあり、海外の映画祭や東京国際レズビアン&ゲイ映画祭に出品した作品もある。

##### 観客と上映館
基本的にゲイを扱った性的な映画であり、ゲイが鑑賞する事を念頭に置くため男性が中心となる。映画鑑賞を目的とする観客や特定の男優のファン、映画そのものよりも専門館でのイベントやゲイ同士の交流を目的とする観客もあり、千差万別である。
ゲイ・ポルノ上映館は専門化されており、ゲイ向けのストリップショーを開催したり（一般のピンク映画においても、1960-70年代にはストリップ併営という興行もあった）、発展場としての機能を設けている事も多い。また、大阪・堂山町（東梅田）（2011年閉館）、横浜・野毛町、東京・新宿二丁目（現在は閉館）などゲイの多く集まる歓楽街に立地しており、こうした地域の情報基地としての側面も併せ持つ。館内の売店や受付においてゲイ雑誌やゲイビデオ、ゲイ向けのアダルトグッズが販売されている事もある。また、休憩室に雑記帳が置かれることもあり、単なる出会いを求める書き込みばかりでなく、ゲイとしての悩みに対する応酬が書かれていたりすることもあった。ピンク映画以上に、ゲイのコミュニティと密着している事が、専門館の大きな特徴といえる。
ゲイ・ポルノの作品数は主流のピンク映画に比べて非常に少ない。このため、成人館は一週間三本立ての上映を目安としているのに対し、専門館は二週間～一ヶ月で二本立てであり、再上映作品や一般ゲイ映画を上映する事もある（ただし、最近ではピンク映画の製作本数減少から、成人館でも新版（旧作）上映や日活ロマンポルノの再上映が増えつつある）。休日を挟んだ上映期間中の5日間程度、ストリップショーを同時開催することもある。

##### 歴史
1982年、雑誌『薔薇族』編集長であった伊藤文學が、「自らの同性愛を悩みや異常性欲として捉えている人達へ、同性愛が間違った存在では無いという事を知らしめたい」という考えから同性愛者向けの映画制作を企画。この企画にいくつかのピンク映画関係者が賛同した。それまではピンク映画などで、部分的にホモを描いた作品はあったが、俳優の松浦康治が監督した同性愛者向けの映画作品三本立て（『白い牡鹿たち』『薔薇と海と太陽と』『薔薇の星座』）が、本格的にホモを取り上げた最初の映画として製作された。この3本が日本で初めての一般の劇場用「ホモ映画」（当時の名称）として、1982年9月18日から大阪の東梅田シネマで公開され、キワモノ扱いする声も多かったが、定員100人にも満たない同館に、立ち見が続出する盛況ぶりで、連日1000人を超すファンが殺到、一週間の上映予定が三週間に伸びるという思いがけない大ヒットを記録した。この一部ファンからの"異常人気"を素早く知った東映セントラルフィルムが「これなら商売になる」と判断し上記3本を買い付け、系列の東京新宿東映ホール1など、五大都市の成人館で1983年の正月映画として上映されて（公開は1982年12月11日）ヒットを飛ばした。ホモ映画のロードショー公開は史上初。東映セントラルフィルムは「出演者はいずれもピンク映画のベテラン俳優ばかりでホモではありません。男と男の精神的、肉体的愛が存在することを、かなりストレートに扱っている。女のヌードも登場しないし、とにかく一度見てもらえば、その愛の純粋さが分かってもらえると思う」などと話した。ホモパワーが強力なアメリカでは当時から既にホモ常設館も多く、日本のホモ人口は当時で200万人といわれた。映画関係者にもホモは多いと噂があったことから、将来的にはかなり伸びるのではと業界関係者は見ていた。
因みに『薔薇と海と太陽と』は1981年9月に第二書房系のフェスターエンタプライズからゲイビデオとして売り出されていたものである。
このうち、大阪での上映を担当した興行会社・東梅田日活が1983年、ENK名義で『巨根伝説　美しき謎』（中村幻児監督、大杉漣出演）、『薔薇の館　男男（ホモ）達のパッション』（東郷健監督）を発表し、恒常的なゲイ・ポルノの製作を開始する。当初、東梅田日活のみでの上映であったが、とくに『巨根伝説―』は話題となって全国の成人館で順次公開された。翌年にはENKがゲイ・ポルノ専門館である「東梅田ローズ劇場」を開館する。詳しい年数は不明であるが、新世界など大阪の繁華街を中心に専門館が開設された。また、この時期にはゲイ・ポルノの人気を目の当たりにした既存の成人館がゲイ・ポルノに掛け換わる事もあった。
その後、1984年に大蔵映画がENKと提携し、ゲイ・ポルノの製作・配給を開始（第一弾は『黄昏のナルシー』小林悟監督、『アポロ MY LOVE』新倉直人監督…小林悟の別名義）。順次、大蔵系の専門館が大都市圏を中心に整備されていった。また、この上映館において、ゲイ向けのストリップショーが行われるようになった。
様々な理由から本流のピンク映画が衰退時期に至った1990年代前半においても、専門館は映画・ショー鑑賞もさることながら「出会い」を求める観客達で混雑していたといわれる（この時期の専門館の風景は『シネマHOMOパラダイス』山本竜二監督、1993年、ENKという作品にもされている）。

##### 現状
しかし、ピンク映画同様、近年は観客動員数は下降線を辿っているといわれる。近年では映画祭に出品されるなど、その知名度や質はむしろ上昇しつつあるといわれるが、ピンク映画同様、客足には反映されていないとみられている。ゲイ・ポルノが評価されるのはもっぱら一般的な映画祭などであり、こうした観客を専門館に足に運ばせるのは環境的に困難であるし、また、専門館や配給会社もそれを望んでいない事も多い。
こうした専門館は、ピンク映画以上にコミュニティに接近しているため、ゲイ達の取り巻く環境の変化も大きい要因となっている。
専門館の特徴の一つである交流という面では、インターネットにはゲイ向けのBBSや出会い系サイトが登場し、携帯電話のコンテンツにもゲイ向けのソフトが現れている。また、発展場が地方にも設けられるようになり、都市部に限定される専門館に足を運ぶ必要が無くなった事も大きい。
また、ピンク映画同様ゲイビデオが流通するようになり、専門のレーベルが数多く立ち上がったことにより細分化された性指向に対応出来るようになった。また、過激な描写も可能で、さらに完全なプライベート内で鑑賞できる事も大きく客足を低下させている原因と見られる。
一般の観客が専門館に入る事は容易とは言い難い。これは、ゲイ・コミュニティの一端としての環境を壊したくないという考えからである。また、ゲイの観客側の性的指向を他人に知られたくないといったプライバシーに抵触する事もあり得るジャンルのため、専門館側の対応はデリケートといえる。一部の作品は、ビデオやDVDといった二次ソフトになっている。『巨根伝説－』のように現在は海外でのみソフト化している作品もある。

##### 代表的な作品
古い製作年順に並べてある(一部は不明)。一部はVHS・DVD等で入手可能。
- 薔薇と海と太陽と（1981年制作,成人館での上映は1982年）
- 白い牡鹿たち（松浦康治監督、1982年）
- 薔薇の星座 （松浦康治監督、1982年）
- 巨根伝説　美しき謎（中村幻児監督、大杉漣出演）1983）
- 木又三郎君の事　ぼくらの時代（廣木隆一監督、1983年、ENK）
- 涅槃の人（ぼくらの時代＝1983年と一緒に、1985年さぶ5月号広告に掲載）
- 愛の処刑（ぼくらの時代＝1983年と一緒に、1985年さぶ5月号広告に掲載）
- 薔薇の館　男男（ホモ）達のパッション （東郷健監督、1983年）
- ぼくらの季節（同、1984年、ENK）
- 黄昏のナルシー（小林悟監督、1984年）
- アポロ MY LOVE（新倉直人監督、1984年）
- 君に薔薇薔薇（ぼくらの時代＝1983年と一緒に、1985年さぶ5月号広告に掲載）
- 男館に夜叉がいる（ぼくらの時代＝1983年と一緒に、1985年さぶ5月号広告に掲載）
- 17センチの神話（ぼくらの時代＝1983年と一緒に、1985年さぶ5月号広告に掲載）
- 男の夢芝居　性春哀傷歌（ぼくらの時代＝1983年と一緒に、1985年さぶ5月号広告に掲載）
- 大阪のひと（ぼくらの時代＝1983年と一緒に、1985年さぶ5月号広告に掲載）
- オ・ト・コの穴（ぼくらの時代＝1983年と一緒に、1985年さぶ5月号広告に掲載）
- 狂った舞踏会（佐藤寿保監督、1989年、ENK）
- ほんとうの空色（柴原光監督、1992年、ENK）
- シネマHOMOパラダイス（山本竜二監督、1993年）
- あなたがすきです、だいすきです（大木裕之監督、1994年、ENK）1995年度ロッテルダム国際映画祭正式招待作品
- たまあそび（大木裕之監督、1997年）
- 思いはあなただけ～I Thought About you～（北沢幸雄監督、1997年、ENK）1997年度ピンク大賞ベストテン第1位
- こんな、ふたり（池島ゆたか監督、1998年）
- 天使の楽園（鈴木章浩監督）2000年度ロッテルダム、バンクーバー国際映画祭正式招待作品、トリノ国際ゲイ＆レズビアン映画祭正式招待作品、02年度ソウル・クィア映画祭正式招待作品
- キミニ惚レテル（樹かず監督、2002年）
- 恋する男たち（池島ゆたか監督、2003年、オーピー）　第12回東京国際レズビアン&ゲイ映画祭出品
- せつないかもしれない（吉行由美監督、2004年、オーピー）　第13回東京国際レズビアン&ゲイ映画祭出品
- 強がりカポナータ（横山翔一監督、2019年、オーピー）